# Franc Kuzmič
Franc Kuzmič ili Feri Küzmič (Murska Sobota, 3. studenoga, 1952. – Betlehem, Palestinska Autonomna Područja, 6. travnja, 2018.) bio je slovenski muzeolog, bibliotekar, povjesničar, pedagog i pastor Pentekostne Crkve u Prekomurju.

## Životopis
Brat je Petra Kuzmiča. Mladost je proveo u Veščici kod Murske Sobote. Osnovnu školu pohađao je u susjednim Kupšincima i Murskoj Soboti gdje zavrčio srednju ekonomsku školu. U Ljubljani je studirao slovenski jezik, bibliotekarstvo, psihologiju i pedagogiku.
Teologiju je studirao u Osijeku. Diplomirao je na temi povijesti prekomurskih Židova. Godine 2001. magistrirao je u Osijeku iz crkvene povijesti.
Podučavao je u ekonomskoj i administrativnoj školi u Murskoj Soboti. 12 godina je bio suradnik regionalne knjižnice u Murskoj Soboti i 17 godina muzeolog u Muzeju Murska Sobota. U mirovinu se povukao 2012. godine.
Kao intelektualac je podupirao prekomurski jezik. Aktivno se bavio istraživanjem prekomurske književnosti i publicirao arheološka otrkivanja u Prekomurju.
U vremenu svoje smrti je bio na hodočašću u Izraelu i Palestini.